# Волкан Шен
Волкан Шен (тур. Volkan Şen, нар. 7 липня 1987, Бурса) — турецький футболіст, півзахисник національної збірної Туреччини. Станом на кінець січня 2022 року є вільним агентом.
Чемпіон Туреччини. 

## Клубна кар'єра
Народився 7 липня 1987 року в місті Бурса. Вихованець футбольної школи місцевого «Бурсаспора».
У дорослому футболі дебютував 2005 року виступами на умовах оренди за іншу місцеву команду, «Бурса Мериноспор», в якій провів два сезони, взявши участь у 36 матчах чемпіонату. 
Своєю грою за цю команду орендований гравець привернув увагу представників тренерського штабу клубу «Бурсаспор», до складу якого повернувся 2007 року. Відіграв за команду з Бурси наступні чотири сезони своєї ігрової кар'єри. Більшість часу, проведеного у складі «Бурсаспора», був основним гравцем команди.
2011 року уклав контракт з клубом «Трабзонспор», у складі якого провів наступні три роки своєї кар'єри гравця. 
Протягом 2014—2015 років знову захищав кольори рідного «Бурсаспора».
До складу клубу «Фенербахче» приєднався 2015 року. Відтоді встиг відіграти за стамбульську команду 9 матчів в національному чемпіонаті.

## Виступи за збірні
Протягом 2007–2008 років залучався до складу молодіжної збірної Туреччини. На молодіжному рівні зіграв у 4 офіційних матчах.
2010 року дебютував в офіційних матчах у складі національної збірної Туреччини. Наразі провів у формі головної команди країни 26 матчів, забив 2 голи.

## Титули і досягнення
- Чемпіон Туреччини (1):

«Бурсаспор»:  2009–10